# Senador Canedo
Senador Canedo este un oraș în Goiás (GO), Brazilia.